# 源右衛門山古墳
源右衛門山古墳（羅馬化：Genemonyama Kofun）是位於日本大阪府堺市堺區向西陵町內的一座圓墳。這座古墳是百舌鳥古墳群中的一部分，並被視為與大仙陵古墳（即仁德天皇陵）相關的陪塚。其也在2019年（令和元年）7月6日被列入世界文化遺產的百舌鳥和古市古墳群：古日本墓葬群之重要組成資產。

## 概述
源右衛門山古墳直徑34m、高5.4m，位於堺區向西陵町，與三國丘站相鄰。該古墳被宮內廳指定為大仙陵古墳的陪塚。曾有圓筒埴輪在周壕中出土。
該古墳名稱源自江戶時代地主的名字。該古墳夾在私人住宅和建築物之間，其西側和北側的道路可見周濠的遺跡，經考古調查，證實其周濠約5m寬、1.8m深，由粘土石所建。